# Erdődi Simon
Erdődi Simon másutt Erdődy (1489 körül – Csázma, 1543. június 2.) 1530-tól 1534-ig horvát bán; zágrábi püspök.

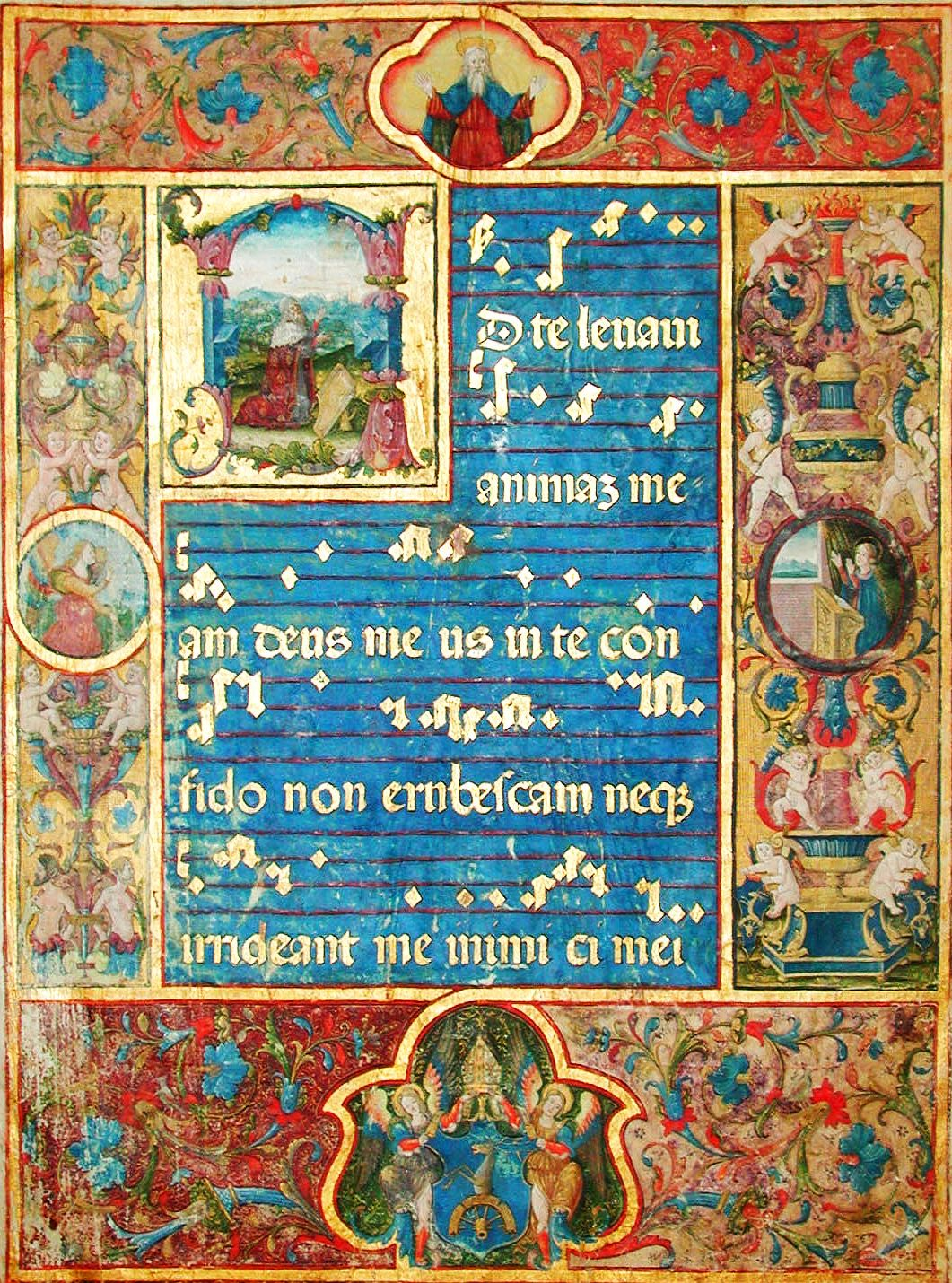
A Bakócz-graduále első lapja, alul a Bakócz-Erdődy címer a bíborosi jelvények nélkül. A Graduáléban többször megörökítik a megrendelő Erdődy Bakócz család címerét, de a bíborosi jelvények nélkül, amelyeket Bakócz Tamás az 1500-as években már használt

## Tanulmányai
Apja erdődi Bakóc Miklós volt, testvérei Erdődy Péter, Pál, Bálint és Klára és Péter. Az Erdődy család a Bakócz-család nagy befolyásra szert tett egyik ága volt, amely számos főpapot és politikai vezetőt adott az országnak. Az ifjú Simon pályáját rokona, az Erdődön született erdődi Bakócz Tamás esztergomi érsek egyengette, aki lehetővé tette számára, hogy 1505-től Bécsben tanuljon, 1508-tól pedig egy évig Padovában folytatta tanulmányait.
A politikába 1508-tól kóstolt bele, miután a bécsi egyetemen július 6-án a Natio Hungarica nevű tanács egyik tagjává választották.  (A diákokat tömörítő, érdekeiket védő nációk a középkor folyamán Európa valamennyi fontosabb egyetemén létrejöttek. 1384 és 1838 között Bécsben – párizsi példa nyomán – négy náció működött: a Natio Australis, a Natio Rhenensinum, a Natio Hungarica és a Natio Saxonica. A Natio Hungarica védőszentje Szent László volt; szerepe különösen a 15. század folyamán volt jelentős, amikor a hallgatóság egyötödét tette ki.)

## Egyházi, politikai pályája
1509-ben, amikor I. Miksa német-római császár seregei behatoltak Magyarországra, ő is harcolt a németek ellen, s 1511-ben pankotai főesperessé és egri kanonokká választották. Bakócz elérte, hogy Beriszló Péterrel szemben zágrábi püspökké válasszák meg 1518. május 23-án, amit 1519. március 23-án megerősítettek. A posztot eredetileg ideiglenesen Bakócz érsek unokaöccse, a fiatal Erdődy (Bakócz) János* töltötte be címzetes püspökként, de ő pápai és érseki beleegyezéssel lemondott rokona, Erdődi Simon javára.
1525. május 22-én más főpapokkal együtt  alapítója volt a többek közt a köznemesek térnyerésének megakadályozására hivatott országnagyok szövetségének.
Részt vett a mohácsi csatában. A király táborába augusztus 26-án, három nappal a csata előtt vonult be testvérével, Péterrel együtt több, mint hetven jól felfegyverzett lovassal.

### Szapolyai, majd Ferdinánd oldalán
A csatát túlélte és Szapolyai János mellé állt, aki egri megyés püspökké nevezte ki (valószínűleg november 22-én). Szapolyai királlyá koronázásán nem vett részt, mert a politikailag zavaros helyzetben Csázmán intézkedett. Szlavónia 1527. január 5-én Erdődi Simon zágrábi püspök és Frangepán Kristóf bán biztatására ismerte el Szapolyait magyar (és szlavón) királynak, miután január 1-jén Cetin várában a horvát rendek Ferdinánd mellé álltak.
Tahy Jánossal közösen felmentette a németek és spanyolok ostromolta Zágrábot, Szapolyai azonban 1527 végére gyakorlatilag kiszorult az országból és a horvát-szlavón országrészek felett Ferdinánd lett az úr. 1527 novemberében Erdődi hűségesküt tett I. Ferdinándnak, aki meghagyta a zágrábi püspöki székben és 1530-ban horvát bánná nevezte ki, ezt a tisztet négy évig viselte. Támogatta a törökök ellen harcoló Johann von Katzianer horvátországi hadműveleteit 1537-ben, amikor a törökök a diakovári csatában leverték a császári-cseh-magyar-horvát sereget.
Erdődi a folyamatos török veszély miatt Ivanics várának megerősítésén fáradozott, s a veszély nagyságát jelzi, hogy 1540-ben azt írta: ivanicsvári birtokán szinte egyetlen jobbágy sem található.